# Ганс Агбо
Ганс Агбо (фр. Hans Agbo; нар. 26 вересня 1967, Дуала) — камерунський футболіст, що грав на позиції захисника. Відомий за виступами в камерунських футбольних клубах, «Превуаянс» (Яунде), «Олімпік» (Мвольє), «Котон Спорт» та «Тоннер», а також у складі національної збірної Камеруну. По завершенні виступів на футбольних полях — камерунський футбольний тренер.

## Клубна кар'єра
Ганс Агбо народився в місті Дуала. У дорослому футболі дебютував 1989 року виступами за команду «Превуаянс» з Яунде, в якій грав до 1992 року. З 1992 року грав у складі командиу «Олімпік» (Мвольє), а в 1997 році перейшов до складу команди «Котон Спорт». У 2001 року перейшов до клубу «Тоннер», за який грав до 2003 року аж до припинення виступів на футбольних полях. У 2012 році Ганс Агбо працював тренером алжирського клубу «Оран».

## Виступи за збірну
1989 року дебютував в офіційних матчах у складі національної збірної Камеруну. У складі збірної був учасником Кубка африканських націй 1990 року в Алжирі, Кубка африканських націй 1992 року у Сенегалі, чемпіонату світу 1994 року у США, Кубка африканських націй 1996 року у ПАР.
Загалом протягом кар'єри в національній команді, в якій грав до 1997 року, провів у її формі 24 матчі, забивши 1 гол.